# Step House
La Step House est une structure troglodytique du comté de Montezuma, dans le Colorado, aux États-Unis. Protégée au sein du parc national de Mesa Verde, elle s'atteint via le court sentier de randonnée appelé Step House Trail.